# Flor Velázquezová
Flor Angela Velázquezová Artahonaová (* 2. května 1984 Maracaibo) je bývalá venezuelská zápasnice – judistka.

## Sportovní kariéra
S judem začínala pod vedením své matky Raquel na předměstí Maracaiba v San Franciscu. Vrcholově se připravovala pod vedením Carlose Díaze. Ve venezuelské reprezentaci se pohybovala od roku 2001 v pololehké váze do 52 kg. V roce 2004 se kvalifikovala na olympijské hry v Athénách, kde v takticky vedeném zápase s Britkou Georginou Singletonovou prohrála po dvou penalizacích na yuko. V roce 2008 startovala na svých druhých olympijských hrách v Pekingu a podobně jako před čtyřmi lety takticky nezvládla zápas úvodního kola se Severokorejkou An Kum-e. Od roku 2010 startovala v lehké váze do 57 kg, ve které se v roce 2012 na své třetí olympijské hry nekvalifikovala. Sportovní kariéru ukončila v roce 2014.

## Výsledky
| Turnaj                  | 2001 | 2002           | 2003           | 2004           | 2005           | 2006           | 2007           | 2008           | 2009           | 2010       | 2011       | 2012       |
| Turnaj                  | 17   | 18             | 19             | 20             | 21             | 22             | 23             | 24             | 25             | 26         | 27         | 28         |
| Turnaj                  |      | pololehká váha | pololehká váha | pololehká váha | pololehká váha | pololehká váha | pololehká váha | pololehká váha | pololehká váha | lehká váha | lehká váha | lehká váha |
| ----------------------- | ---- | -------------- | -------------- | -------------- | -------------- | -------------- | -------------- | -------------- | -------------- | ---------- | ---------- | ---------- |
| Olympijské hry          |      |                |                | úč.            |                |                |                | úč.            |                |            |            | —          |
| Mistrovství světa       | —    |                | úč.            |                | úč.            |                | úč.            |                | —              | —          | úč.        |            |
| Panamerické hry         |      |                | 3.             |                |                |                | 3.             |                |                |            | úč.        |            |
| Panamerické mistrovství | 3.   | 5.             | 3.             | 3.             | —              | 5.             | 3.             | 1.             | —              | —          | úč.        | úč.        |
| Jihoamerické hry        |      | —              |                |                |                | 3.             |                |                |                | —          |            |            |
| Středoamerické a k. hry |      | 2.             |                |                |                | 3.             |                |                |                | 3.         |            |            |
| Bolívarské hry          | —    |                |                |                | 1.             |                |                |                | —              |            |            |            |